# Reform der bulgarischen Rechtschreibung von 1945
Die Reform der bulgarischen Rechtschreibung von 1945 wurde am 27. Februar gesetzlich verkündet. Sie wurde nach der kommunistische Machtergreifung in Bulgarien im Züge des Zweiten Weltkrieges durch die regierende Vaterländische Front in Anlehnung der sowjetische Rechtschreibreform von 1918 beschlossen.
Nachdem ein früherer, unter dem Bildungsminister Stojan Omartschewski im August 1923 erlassener Reformansatz sich nicht durchsetzen konnte, hatte sie zum Ziel, die Rechtschreibung der bulgarischen Sprache durch Wegfall des großen und kleinen Er am Wortende (Ъ bzw. Ь; im Russischen als Härte- und Weichheitszeichen bekannt; groß und klein bezieht sich nicht auf Groß- und Kleinbuchstaben: beide sind eigenständige Buchstaben mit je eigenem Groß- und Kleinbuchstaben) und Abschaffung des Jat (Ѣ ѣ) und des großen Jus (Ѫ ѫ) zu vereinfachen. Das kleine Jus (Ѧ ѧ) wurde schon bei der Vereinheitlichung der bulgarischen Orthographie 1899 abgeschafft. 
Bestimmte Buchstaben wie щ, ѣ, ю, я, ѫ wurden dabei als bourgea deklariert, ѣ und ѫ wiederum als Symbol des Konservatismus. So verbleiben im modernen bulgarischen Alphabet 30 Buchstaben, die alle auch im modernen russischen Alphabet vertreten sind.
Das große (er goljam) und kleine Er (er malăk) bezeichneten im Urslawischen überkurze Vokale [⁠ŭ⁠] und [⁠ĭ⁠]. Am Wortende sind sie im Bulgarischen verstummt und werden seit der Reform nicht mehr geschrieben. Das große Er bleibt im Wortinneren als Vokalbuchstabe [⁠ɐ⁠] erhalten, das kleine Er nur noch nach Konsonantenbuchstaben in der Kombination ьо [ʲo], die dem russischen und belarussischen Vokalbuchstaben ё entspricht. Am Wortanfang und nach Vokalbuchstaben steht stattdessen йо [jo]. Eine Inkonsequenz besteht darin, dass ъ auch dort nicht am Wortende stehen bleiben durfte, wo auslautendes [⁠ɐ⁠] gesprochen wurde. Im Wortauslaut wird [⁠ɐ⁠] daher – auch gegen die Etymologie – mit а (bzw. я) wiedergegeben, das sonst für [a] steht, z. B. wird [ʧɛˈtɐ] ‘ich lese’ (vor 1945: четѫ) nicht etwa четъ, sondern чета geschrieben.

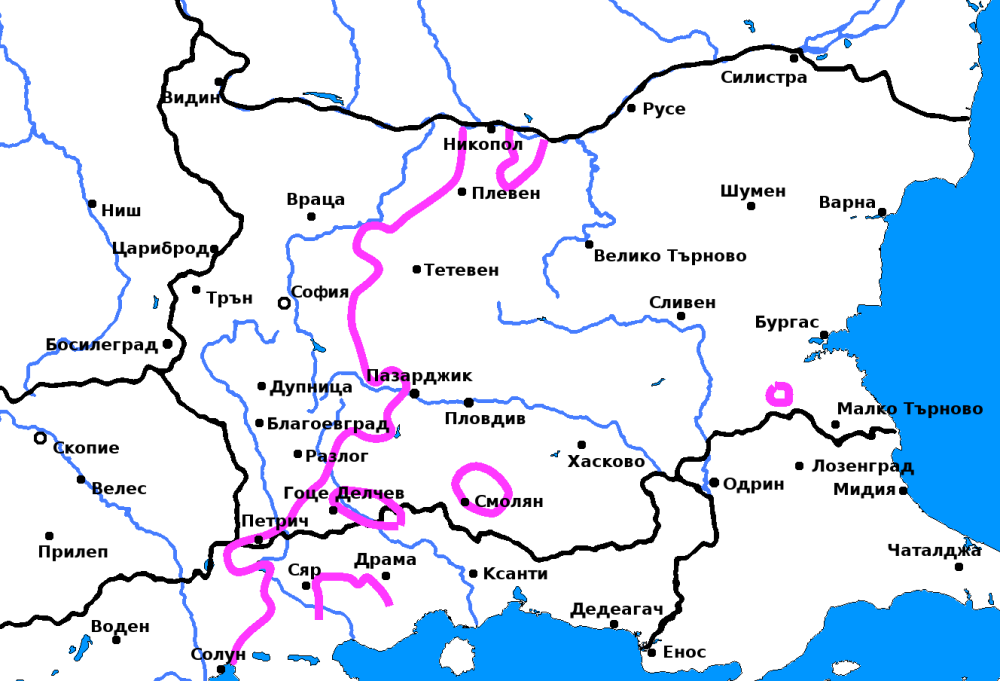
Verlauf der Sprachgrenze zwischen Ekane im Westen und Jakane im Osten

Das Jat war im Urslawischen ein langer Vokal [æː]. Im 13. Jahrhundert bildete sich eine Sprachgrenze heraus, die von Nikopol über Pirdop und Pasardschik nach Goze Deltschew verläuft. Im bevölkerungsreichen westlichen Teil des modernen bulgarischen Sprachgebiets mit der Hauptstadt Sofia wird das Jat wie in den benachbarten mazedonischen und torlakischen Sprachgebieten als [⁠ɛ⁠] ausgesprochen (ekane), im räumlich ausgedehnten östlichen Teil kann es je nach Stellung im Wort auch den Lautwert [ʲa] haben (jakane). Die Reform machte die östliche Jakane-Aussprache zur Grundlage der schriftsprachlichen Norm. Seitdem wird anstelle des Jat in betonter Stellung meist я geschrieben. Nur in unbetonter Stellung oder wenn eine Silbe mit einem der Vokale е, и oder я oder einer der Konsonanten ж, ч, ш oder й folgt, steht stattdessen е.
Das große Jus (goljam jus) stand im Urslawischen für einen Nasalvokal [ɔ̃]. Seine Aussprache fiel mit der des großen Er zusammen. Es wurde mit der Reform durch das große Er ersetzt. Seitdem kann das große Er auch am Wortanfang stehen, so zum Beispiel im Wort ъгъл – zuvor ѫгълъ – ‘Ecke, Winkel’.